# جوردان كووك
جوردان ألان كووك (بالإنجليزية: Jordan Cook)‏ (ولد في 20 مارس 1990) هو لاعب كرة قدم إنجليزي محترف، يلعب في فريق غريمسبي تاون في الدرجة الثانية من الدوري الإنجليزي كلاعب وسط أو كمهاجم.

## روابط خارجية
- جوردان كووك على موقع قاعدة بيانات كرة القدم.إي يو (الإنجليزية)
- جوردان كووك على موقع Soccerbase.com (لاعب) (الإنجليزية)
- جوردان كووك على موقع Soccerway.com (الإنجليزية)
- جوردان كووك على موقع عالم كرة القدم.نت (الإنجليزية)